# كرز حامض

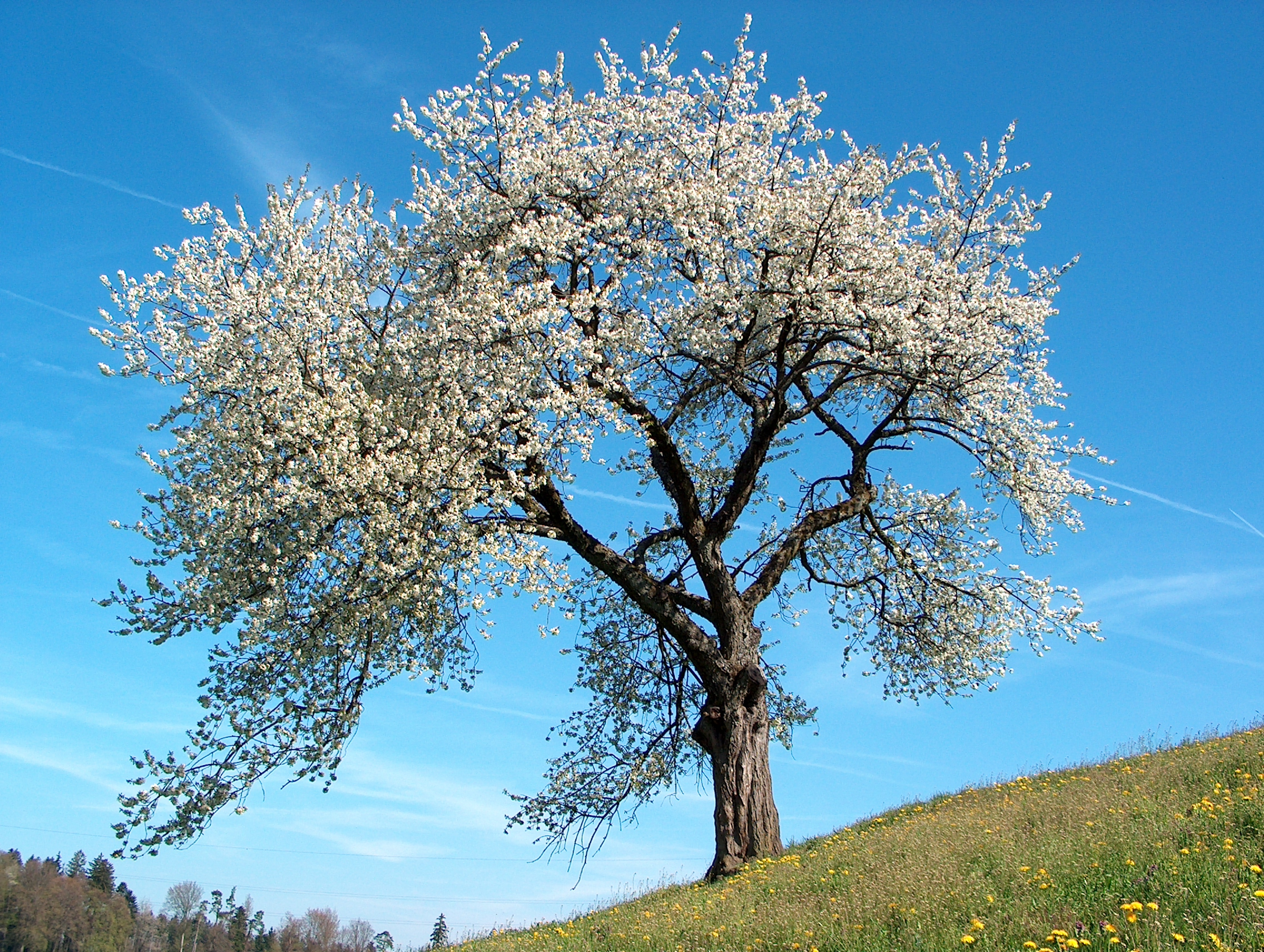
شجرة كرز حامض

الكرز الحامض (باللاتينية: Prunus cerasus) نوع نباتي من جنس البرقوق. موطنه الأصلي هو قارة أوروبا وجنوب غرب آسيا.
يصل أرتفاع الشجرة إلى 4-10 متر.
| الترتيب | الدولة           | الإنتاج من الكرز الحامض (طن) |
| ------- | ---------------- | ---------------------------- |
| 1       | تركيا            | 187,941                      |
| 3       | روسيا            | 183,300                      |
| 2       | بولندا           | 175,391                      |
| 8       | أوكرانيا         | 172,800                      |
| 5       | إيران            | 109,546                      |
| 6       | صربيا            | 105,353                      |
| 7       | المجر            | 78,752                       |
| 4       | الولايات المتحدة | 160,118                      |
| 9       | أوزبكستان        | 34,000                       |
| 10      | أذربيجان         | 23,085                       |